# Mataderos

Lage von Mataderos in Buenos Aires

Mataderos ist ein Stadtteil im Südwesten der argentinischen Hauptstadt Buenos Aires. Er hat fast 65.000 Einwohner (Stand von 2001) auf einer Fläche von 7,6 km². Er gehört zur „Comuna“ (Bezirk) C9 und ist einer der weniger dicht besiedelten Stadtteile. 

## Beschreibung
Mataderos erhielt seinen Namen aufgrund seiner Funktion: Der Stadtteil war früher sowohl Standort für den Schlachthof als auch für einen Viehmarkt (spanisch „Matadero“ = Schlachtvieh/Schlachthof). Auch Chicago, USA war dafür bekannt, weshalb das Fußballstadion in Mataderos den Namen „Estadio Nueva Chicago“ (Stadion Neu-Chicago) erhielt. Heute ist das Viertel überwiegend Gewerbegebiet und leidet unter Durchgangsverkehr. 
Für lange Zeit war das Gebiet Treffpunkt zwischen der Stadt und der Provinz und wurde dadurch zu einem „Marktplatz“ für Agrarprodukte. Wenn Gauchos in Buenos Aires zu tun hatten, wohnten sie in Mataderos. Berühmte Payadas, heute würde man dazu „Slam-Poetry“ sagen, fanden hier im Viertel statt. 
Das wirtschaftliche Zentrum von Mataderos befindet sich um die Avenida Eva Perón herum. Am Wochenende findet die lebhafte „Feria de Mataderos“ statt, die sowohl von Einheimischen als auch von Touristen besucht wird. Den Markt gibt es seit dem 8. Juni 1986. Geboten werden Kunsthandwerk, argentinische Küche, Musik, Tanz und Reiterparaden. Zu den weiteren Sehenswürdigkeiten gehören das „Museo Criollo de los Corrales“ und eine Synagoge.
Der lokale Fußballverein CA Nueva Chicago spielte in den 1970er und 1980er Jahren in der ersten Liga in Argentinien. Zurzeit spielt der Verein in der zweiten Liga. Er ist bekannt für seine besonders loyalen Fans. Zu ihnen gehört auch der Polospieler Adolfo Cambiaso, dessen Team „La Dolfina“ einige Jahre Trikots in den Vereinsfarben von Nueva Chicago (schwarz-grün) trug.

## Bekannte Einwohner
- Alberto Breccia, Zeichner
- José Ángel Trelles, Sänger
- Oscar Anadón, Maler
- Alberto Hugo Cando, Journalist
- Horacio Deval, Sänger
- Adolfo García Grau, Schauspieler
- Pedro Inchauspe, Schriftsteller
- Juan Carlos Copes, Tänzer
- Geno Díaz, Schriftsteller
- Justo Suárez, Boxer